# Unterseeboot UB-86
Pour les autres navires du même nom, voir Unterseeboot 86.
L'Unterseeboot UB-86 est un sous-marin (U-Boot) allemand de type UB III utilisé par la Kaiserliche Marine pendant la Première Guerre mondiale. Il a été mis en service dans la marine impériale allemande le 31 octobre 1917.
L'UB-86 a été livré aux Alliés à Harwich le 24 novembre 1918, conformément aux exigences de l’armistice avec l’Allemagne. Après être passé entre les mains des Britanniques, l'UB-86 a été remorqué jusqu’à Falmouth avec cinq autres sous-marins (les UB-97, UC-92, UB-106, UB-112 et UB-128) pour une série d’essais d’explosifs menés par la Royal Navy dans la baie de Falmouth, afin de trouver des faiblesses dans leur conception. Après avoir été utilisé ainsi le 14 janvier 1921, l'UB-86 est échoué sur Castle Beach et vendu pour la ferraille à R. Roskelly & Rodgers le 19 avril 1921 pour 110 £. Il a été partiellement démantelé au cours des décennies suivantes, mais certaines parties sont restées sur site.

## Conception
Comme tous les sous-marins de type UB III, l'UB-86 avait un déplacement de 516 tonnes en surface et de 647 tonnes en immersion. Ses moteurs lui permettaient de naviguer à 13,4 nœuds (24,8 km/h) en surface et à 7,5 nœuds (13,9 km/h) en immersion. Il avait une autonomie de 8180 milles marins (15150 km) à sa vitesse de croisière. L'UB-86 transportait 10 torpilles et était armé d’un canon de pont de 8,8 cm. L'UB-86 avait un équipage pouvant compter jusqu’à 3 officiers et 31 hommes.

## Historique des services
L'UB-85 a été commandé le 23 septembre 1916. Il a été construit par AG Weser à Brême. Après un peu moins d’une année de construction, il a été mis à l’eau à Brême le 10 octobre 1917. L'UB-86 a été mis en service plus tard la même année, sous le commandement du Kptlt. Hans Trenk.
Le 17 août 1918, l'UB-86 torpille le cargo à vapeur Denebola à 2 milles marins (3,7 km) au nord-ouest de Gurnard Head près de St Ives, en Cornouailles. Le Denebola, en route de Swansea à destination de Rouen, est frappé par deux torpilles, ce qui le fait couler rapidement. L’équipage a évacué dans un canot et un radeau, puis ils ont été secourus par un patrouilleur. Le Second mécanicien et un matelot qualifié ont été perdus dans le naufrage,.

## Affectations
- V Flottille : du 10 février au 5 mai 1918
- Flottille III : du 5 mai au 11 novembre 1918

## Commandants
- Kptlt. Hans Trenk[8] : du 10 novembre 1917 au 11 novembre 1918

## Navires coulés
| Date            | Nom             | Nationalité    | Tonnage | Destin.   |
| --------------- | --------------- | -------------- | ------- | --------- |
| 21 février 1918 | Mercia          | Suède          | 1127    | Coulé     |
| 11 avril 1918   | HMS King Alfred | Royal Navy     | 14150   | Endommagé |
| 18 avril 1918   | Gregynog        | United Kingdom | 1701    | Coulé     |
| 17 août 1918    | Denebola        | United Kingdom | 1481    | Coulé     |
| 17 août 1918    | Helene          | Danemark       | 1567    | Coulé     |
| 19 août 1918    | Charity         | United Kingdom | 1735    | Endommagé |